# 格瑞夫里山立交桥
格瑞夫里山立交桥，是英国伯明翰附近一座的立交桥，也被称为M6公路6号路口，位于M6高速公路与A38高速公路路口，1972年5月24日正式开通，其后由于繁重的交通量而被数次维修。
由于多条地方公路和铁路线路也从该桥地区经过，使得这个路口看上去就像一盘意大利面条，1970年代晚期，一位伯明翰当地报纸的编辑将其戏称为“意大利面条路口”，不久这个昵称就流行全世界，成为此类复杂立交桥的通称。该桥由于密集了大量道路，在冷战期间甚至有谣言称其是苏联导弹的战略目标。

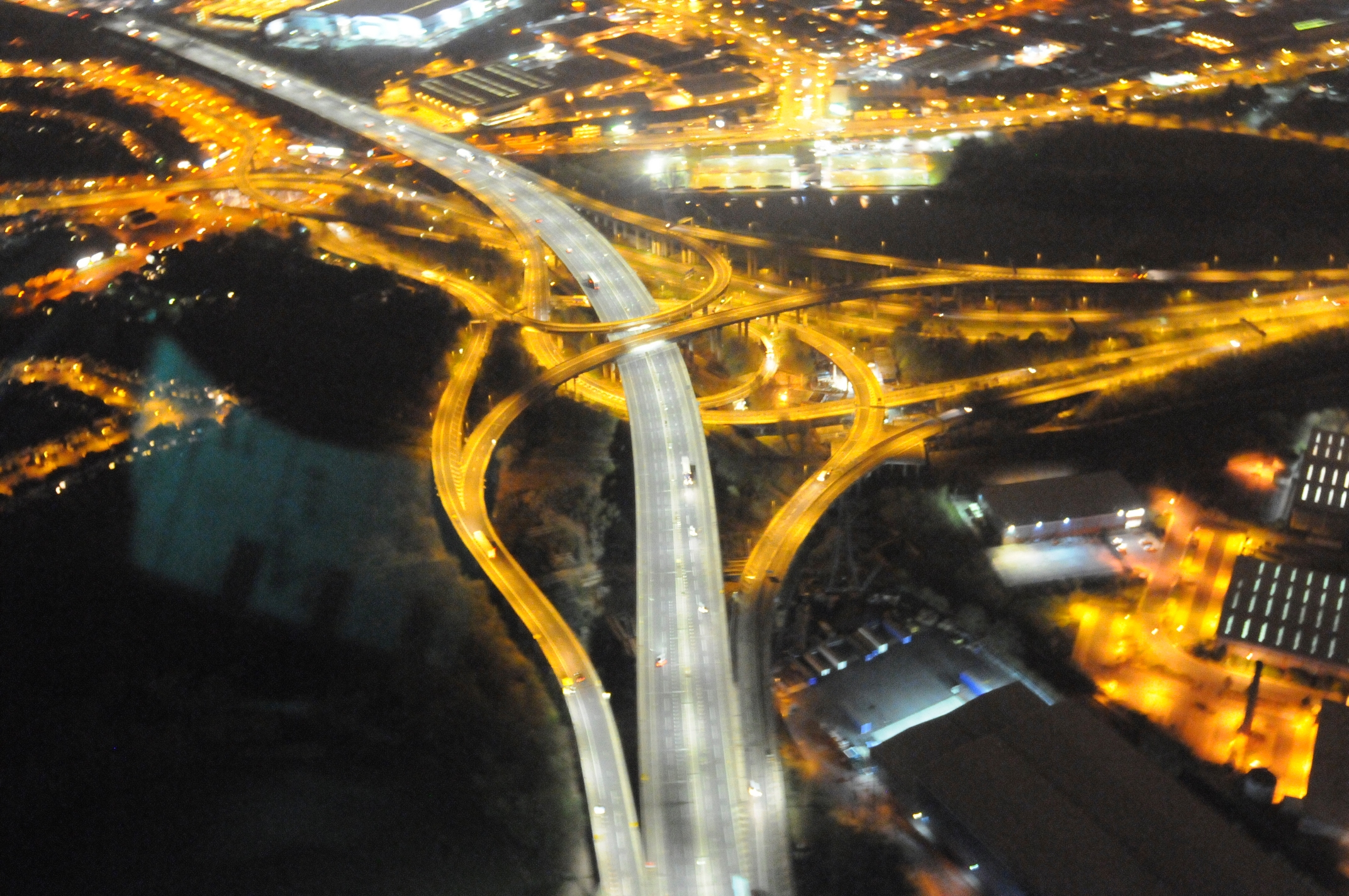

整个立交桥占地面积达到30英亩，共有18条车道，高架道路连同引桥共长4公里，由559根水泥柱支撑，离地面最高点达到24.4米。